# Albert Eulenburg
Pour les articles homonymes, voir Eulenburg.
Albert Eulenburg, né le 10 août 1840 à Berlin et mort le 3 juillet 1917 dans cette même ville est un médecin neurologue et sexologue prussien.

## Biographie
Il fait ses études de médecine à l'université Frédéric-Guillaume de Berlin, à celle de Berne et à celle de Zurich et obtient son doctorat en 1861. Parmi ses maîtres on compte Johannes Peter Müller (1801-1858), Ludwig Traube (1818-1876) et Albrecht von Graefe (1828-1870). Il est ensuite nommé professeur de pharmacologie à l'Université de Greifswald puis, en 1882, professeur de neurologie à Berlin.
Eulenburg a laissé de nombreux écrits. Son œuvre la plus ambitieuse est l'ouvrage en plusieurs tomes Real-Encyclopädie der gesammten Heilkunde (Encyclopédie véritable de l'ensemble de la médecine), qui a été publiée en quatre éditions entre 1880 et 1914. Plus tard dans sa carrière, il s'intéresse à la sexologie, et devient co-éditeur de la revue Zeitschrift für Sexualwissenschaft. En 1902 Eulenburg a écrit un ouvrage sur l'algolagnie, intitulé  Sadismus und Masochismus  (Sadisme et masochisme).
Beaucoup de ses publications traitent des aspects physiopathologiques de la neurologie, et il est connu pour ses recherches sur les centres nerveux vasomoteurs. Il est aussi le premier à décrire une maladie musculaire rare, la paramyotonie congénitale (en), parfois appelée en son honneur maladie d'Eulenburg.
En 1913, avec Magnus Hirschfeld (1868-1935) et Iwan Bloch (1872-1922), il fonde la revue Ärztliche Gesellschaft für Sexualwissenschaft und Eugenik.

## Travaux
- (de) Lehrbuch der functionellen Nervenkrankheiten auf Physiologischer Basis. 1871, Page 712: Syndrome de Parry-Romberg.
- (de) Pathologie des Sympathicus. Prize-winning paper, avec Paul Guttmann (1834-1893). Berlin, 1873.
- (de) Handbuch der allgemeinen Therapie und der therapeutischen Methodik. with Simon Samuel (1833-1899). three volumes, Berlin/Vienna, 1898-1899.
- (de) Der Marquis de Sade. Vortrag gehalten im Psychologischen Verein in Berlin. D'abord publiée dans le journal Zukunft le 25 mars 1899.
- (de) Lehrbuch der klinischen Untersuchungsmethoden und ihrer Anwendung auf die specielle ärztliche Diagnostik, avec Wilhelm Kolle (de) (1868-1935) et Wilhelm Weintraud (en) (1866-1920). Contient de nombreuses méthodes d'investigations du sang décrites par Kolle et Ernst-Robert Grawitz (1860-1911), 1904-05.